# Östberg
Östberg bzw. Oestberg ist ein schwedischer Familienname. In Norwegen tritt die Form Østberg auf.
- Fredrik Östberg (* 1979), schwedischer Skilangläufer
- Frida Östberg (* 1977), schwedische Fußballspielerin
- Gunnar Östberg (1923–2017), schwedischer Skilangläufer
- Ingvild Flugstad Østberg (* 1990), norwegische Skilangläuferin
- Karolina Oestberg (1853–1924), schwedische Opernsängerin (Sopran)
- Kjell Östberg (* 1948), schwedischer Historiker
- Mads Østberg (* 1987), norwegischer Rallyefahrer
- Mattias Östberg (* 1977), schwedischer Fußballspieler
- Mikael Östberg (* 1977), schwedischer Skilangläufer
- Niklas Östberg (* 1980), schwedischer Unternehmer
- Ragnar Östberg (1866–1945), schwedischer Architekt und Hochschullehrer

Siehe auch:
- Ostberg